# North Caicos Airport

i8
i11
i13
Der North Caicos Airport (auch North Caicos International, IATA-Code: NCA, ICAO-Code: MBNC) auf der Insel North Caicos ist ein nationaler Flughafen der Turks- und Caicosinseln. Er wird von der Turks & Caicos Islands Airports Authority (TCIAA) betrieben.
Der Flughafen wird derzeit (Stand Oktober 2017) nicht im Linienflugbetrieb bedient. Er verfügt über eine 1278 Meter lange asphaltierte Start- und Landebahn.

## Zwischenfälle
- Am 18. April 1978 wurde eine Douglas DC-4 der US-amerikanischen Panavia Cargo (Luftfahrzeugkennzeichen N88909) auf dem North Caicos Airport vor der Landebahn aufgesetzt. Das Flugzeug wurde irreparabel beschädigt. Alle 6 Insassen, die beiden Besatzungsmitglieder und 4 Passagiere, überlebten den Unfall.[3]

- Am Abend des 6. Februar 2007 stürzte eine Beechcraft 200C Super King Air der Air Turks and Caicos unmittelbar nach dem Start etwa zwei Kilometer östlich des Flughafens in das flache Wasser der Lagune. Bei dem Unfall wurde der Pilot tödlich verletzt; vier der fünf Passagiere erlitten schwere, ein Passagier leichte Verletzungen. Ursache des Absturzes war wahrscheinlich ein Flugfehler des Piloten aufgrund einer durch Dunkelheit und möglicherweise auch Alkoholgenuss bedingten Beeinträchtigung seines räumlichen Orientierungsvermögens (siehe auch Flugunfall der Air Turks and Caicos 2007).[4]